# Pyrrhulina beni
Pyrrhulina beni är en fiskart som beskrevs av Pearson 1924. Pyrrhulina beni ingår i släktet Pyrrhulina och familjen Lebiasinidae. Inga underarter finns listade i Catalogue of Life.